# Povrede udarnim talasom eksplozije
Povrede udarnim talasom eksplozije (engl. Blast injury) su složene (udružene) fizičke povreda tkiva i organa koja nastaje nakon direktnog ili indirektnog dejstva udarnog talasa eksplozije. Blast povrede nastale u toku eksplozije, najčešće su iz grupe mehaničkih povreda i mnogo su teže ako nastanu u zatvorenom prostoru.

## Epidemiologija
Incidenca blast povreda je sporadična i retka, ali ponekad sa tendencijom da se one grupiše u veće ili manje grupe, od nekoliko do više stotina povređenih u isto vreme, što može izazvati paniku, dezorganizaciju i privremeni kolaps u radu na zdravstvenom zbrinjavanju.
Između 1991. и 2000, dogodila su se 93 teroristička napada širom sveta sa više od 30 žrtava i 885 eksplozija.
Podmetanje eksplozivnih naprava u Njujorku (11. септембра 2001) ,Londonu, Bagdadu, Madridu, Čečeniji, Avganistanu,.... samo su neki od terorističkih napada u svetu sa velikim brojem žrtava koje su zadobile razne vrste blast povreda.
Iako su mnoge zemlje pošteđene terorističkih napada i dalje u svetu postoji veliki potencijal za korišćenje eksplozivnog oružja, što zahteva stalnu pripremu, opremanje i obučavanje zdravstvenog osoblja svih zemalja sveta u zbrinjavanju velikog broja povređenih sa znacima blast povreda.
Učestalost nastanka blast povreda pre svega zavisi od;
- Političke stabilnosti u nekoj regiji (terorizam, rat, masovni neredi).
- Ekonomske stabilnosti neke zemlje (narušen sistem bezbednosti na radu).

Smrtnost
Stopa smrtnosti kod blast povreda veoma varira u približno sličnim incidentima. U jednoj analizi kod 29 terorističkih bombardovanja velikih razmera između 1966. i 2002. bilo je 8.364 žrtava, uključujući i 903 umrle osobe odmah nakon povređivanja i 7.461 povređenih osoba.

## Vrste eksploziva
Eksplozivi se razvrstavaju u dve kategorije kao; eksplozivi visokog reda (HE) (engl. high-order explosives - HE) i (LE) - eksplozivi nisko reda (LE) (engl. low-order explosives – LE)
| Red eksploziva          | Karakteristike eksploziva |
| ----------------------- | --- |
| Eksplozivi visokog reda | - Ovu vrstu eksploziva karakteriše nadzvučni udarni talas jakog pritiska; TNT, C-4, Semteks, nitroglicerin, dinamit i amonijev nitrat iz ulja za loženje. - Eksplozive visokog reda uglavnom koristi vojna industrija u oružju različite vrste i namene. - Dosta često ovi eksplozivi su obogaćeni hemijskim ili radioaktivnim materijama. |
| Eksplozivi nisko reda   | - Eksplozivi iz ove vrste proizvode podzvučnu eksploziju sa neuporedivo manjim udarnim talasom; ručne bombe, barut, eksplozivne naprave ručne izrade na bazi čiste nafte-petroleja (Molotovljevi kokteli) ili vazduhoplovi kao improvizovani vođeni projektili. - Pored vojske ovu vrstu eksplozivnih sredstava najčešće koriste teroristi, koji u svojim diverzijama primenjuju sve što im je na raspolaganju (najčešće su to improvizovane eksplozivne naprave, koje mogu izazvati različite vrste povreda). |

## Mehanizam nastanka blasta
U toku eksplozija nastaje brzo uvećanje zapremine vazduha i oslobađanje ekstremne količine energije, koja po pravilu izaziva oštećenja. Obično je praćena i stvaranjem visoke temperature i pojavom gasova.
U udarnom talasu dolazi do hemijske reakcije u toku koje materije iz tečnog ili čvrstog agregatnog stanja prelaze u gasovito, što za nekoliko puta uvećava zapreminu te materije prelaskom u gasovito stanje (gas ima veću zapreminu). Stvoreni gas pod velikim pritiskom širi se koncentrično. U početku velikom brzinom, koja sa rastojanjem sve više opada, uz istovremeni gubitak gubeći energije i snage.
Udarni talas van ratnih situacija ili terorističkih napada najčešće je posledica slučajno nastalih eksplozija, kao posledica ljudske greške, zbog nepravilnog skladištenja, rukovanja i upotrebe eksplozivnih materija.
Udarni talas kod terorističkih napada i ratnih dejstava često je „obogaćen“ otrovnim ili radioaktivnim materijama i različitim fragmentima (šrapnelima).
Sama eksplozija troši velike količine kiseonika, a eksplozivni materijali su često razne otrovne materije. Nakon eksplozije nastaju otrovni gasovi i zato se pored mehaničkih povreda javljaju i oštećena tkiva intoksikacijom organizma.

### Delovanje udarnog talasa
Udarni talas (blast), nastao nakon eksplozije počinje uvećanjem pritiska vazduha u trajanju od nekoliko milisekundi kao posledica sabijanja vazduha. Pritisak je izazvan gustim zidom vazduha koji sabija čelni vazdušni front.
Dinamički pritisak u eksploziji, je vučna snaga koja nastaje iz snažnog polaznog talasa koji se udružuje sa pokretanjem vazdušne mase koja formira udarni talas. Te snage se nazivaju dinamičke, zato što guraju, pomeraju i destruktivno deluju na objekte u prostoru. Većina materijalnih oštećenja je posledica kombinovanog dejstva dinamičkog i statičkog pritiska.
Sabijeni gasovi, iz izvora eksplozije kreću se i šire sferično velikom brzinom u promenljivom vremenskom trajanju. Brzinu i trajanje udarnog talasa uslovljava;
- vrsta i visina eksplozije - uslovljava brzinu udarnog tala
- vrsta eksploziva i udaljenost od mesta detonacije - uslovljava trajanje udarnog talasa, (vremenski period u toku koga su povećanom pritisku, izloženi objekti na pravcu kretanja udarnog talasa).

Intenziteta udarnog talasa sa rastojanjem od centra eksplozije se smanjuje. Kada pritisak iza čela udarnog talasa opadne ispod normalnog atmosferskog pritiska, nastaje talas negativnog pritiska (usisavanje).
Udarni talas daje okolnim molekulima energiju i zato oni putuju u smeru udarnog talasa. Kretanje tih molekula ispoljava se u vidu prolaznih vetrova - „vetra udarnog talasa“.
Ako udarni talas na svom putu naiđe na prepreku, on se od nje delimično ili potpuno odbija, što umnogome zavisi od vrste prepreke. Odbijeni talas će ojačati dolazeći talas i prepreka će biti pod uticajem dva do osam puta veće snage nego što je ima sam talas. Snaga tog učinka zavisi od udaljenosti eksplozije i materijala i njegove izdržljivosti.
Koliko je velika snaga blast talasa najbolje ilustruje citat;
...„Dok uragan ima brzinu vetra (oko 200 km/h), koji prati relativno mala jačina pritiska vazduha (1,72 kPa), smrtonosni blast-talas kreće se brzinom od 1500 km/h uz izuzetno jak pritisak vazdušnog talasa od(690 kPa...“

### Veličina štete koju prouzrokuje udarni talas
Veličina štete koju prouzrokuje udarni talas eksplozije zavisi od:
- Početnog intenziteta pozitivnog pritiska talasa(smatra se da je pritiska talasa od 414-552 kPa potencijalno smrtonosan)
- Dužina trajanja dejstva talasa, (duže trajanje veća oštećenja)
- Vrste medija (sredine) u kojem je nastala eksplozija
- Udaljenost od centra eksplozije, (veća udaljenost manji stupanj oštećenja)
- Stepena pojačanja početnog intenziteta talasa, zbog dejstva talasa u zatvorenom prostoru ili na zidove i druge prepreke od čvrstog materijala. Eksplozija u blizini ili unutar tvrdih i čvrstih površina, delovanje pritiska pojačava za dva do devet puta, zbog fenomena odbijanja. Kao rezultat toga, osobe u prostoru između razrušenih zgrada obično zadobijaju od dva do tri puta više povreda u odnosu na osobne izložena blastu na otvorenom prostoru.

NAPOMENA:
 1 atmosfera = 101,3 kPa, kPa(kilopaskal) = 1.000 paskala. 

## Mehanizam nastanka blast povreda
Do sada su opisana najmanje četiri mehanizma koja su uzrok povređivanja u toku blasta:
Primarne blast povrede
Izazvane su isključivo direktnim dejstvom velikog inicijalnog blast talasa koji se koncentrično širi od centra eksplozije. Vazduh se lakše sabija, za razliku od vode. Kao rezultat toga, primarna blast povreda gotovo uvek pogađa vazduhom ispunjene strukture tela kao što su pluća, unutrašnje uvo, paranazalne šupljine i digestivni trakt.
Sekundarne blast povrede
Ova vrsta povreda izazvana je snažnim strujanjem dislociranih vazdušnih masa izazvanih blastom i praćena je pojavom „letećih predmeta“ koji udaraju o ljude i druge prepreke na njihovom putu.
Tercijarne blast povrede
Kao posledica jakog dejstva oslobođene energije tokom eksplozije nastaju tercijarne blast povrede. Ovaj tip povrede nastaje, akceleracijom/deceleracijom tela izloženog „blast vetru“ u toku koga ljudi lete kroz vazduh i udaraju o druge objekte ili zbog pomeranje velikih objekata, koji mogu naneti povrede i zatrpavanje ruševinom.
Kvarternarne blast povrede
Kombinacija napred navedenih mehanizama povređivanja nastaju kvarternarne blast povrede koje obuhvataju sve ostale povrede uzrokovane eksplozijom, kao što su opekotine, mehaničke povrede, i inhalacione povrede izazvane vrelim vazduhom i raznim isparenjima. U kvarternarne blast povreda spadaju i povrede izazvane kontaminacijom nuklearnom radijacijom ili biološko-hemijskim agensima.
| Kategorija povrede | Osobine povrede | Lokalizacija na telu                                                                                | Vrsta povrede |
| Primarne           | - Posledica su dejstva visokog pritiska na površinu tela | - Delovi tela ispunjeni vazduhom su najosetljiviji; - pluća, - organi za varenje, - srednje uvo itd | - Povrede pluća - Rascep bubne opne i povreda srednjeg uva - Rascep creva i krvarenja i trbuhu - Rascep očnog sočiva - Nagnječenje mozga bez znakova preloma lobanje   |
| Sekundarne         | - Posledica su dejstva letećih predmeta - staklo, - projektili, - ruševine... | - Celo telo                                                                                         | - Prodorne (balističke) ili tupe povrede - Lomovi kostiju na pogođenom delu                                                                                            |
| Tercijarne         | - Posledica su udarca tela koji nosi vetar udarnog talasa u čvrstu podlogu | - Celo telo                                                                                         | - Lomovi kostiju i traumatske amputacije - Zatvorene i otvorene povrede mozga                                                                                          |
| Kvarternare        | - U ovu grupu spadaju sve povrede, bolesti, trovanja, kontaminacije koje su posledica eksplozije i nije ih moguće razvrstati kao primarne sekundarne ili tercijarne - Pogoršanja ili komplikacije postojećih povreda | - Celo telo                                                                                         | - Opekotine - Kraš povrede - Oštećenja disajnih organa izazvana udisanjem dima, prašine, otrovnih gasova - Anginozni napadi - Povećan nivo šećera u krvi, hipertenzija |

## Vrste blast povreda prema mediju u kome je nastala
Najčešća medicinska podela blast povreda vrši se na osnovu medija u kome je eksplozija izazvala talase pritiska na;
- Vazdušni blast — kada se energija eksplozije prenosi kroz vazduh.
- Vodeni blast — kada se energija eksplozije prenosi kroz vodu.
- Solid blast — kada se energija eksplozije prenosi kroz čvrstu podlogu.

### Vazdušni (aerogeni) blast ili eksplozivna barotrauma
Vazdušni blast nastaje zbog naglog povećanja atmosferskog pritiska, i ovaj udarni talas putuje najsporije i sam po sebi ne izaziva veće povrede kod čoveka. Najčešće, povrede u toku dejstva vazdušnog blasta, izazva parčad šrapnela ili drugi predmetima koje on nosi, udarcem tela o čvrstu podlogu (na primer zid) ili razne opekotine koje su izazvane toplotom vazdušnog talasa.
Najčešće povrede koje izaziva ovaj talas, (ako je dovoljno snažan) mogu biti; barotrauma uva (cepanje bubne opne) i Barotraumu sinusa, a kod snažnih vazdušnih udara povrede kao što su; barotraumu pluća (pneumotoraks), barotrauma šupljih organa trbuha (ruptura želuca, creva), ali drugih vazduhom ispunjenih grudnih i trbušnih organa.
Vazdušni udarni talas svoje dejstvo ispoljava kroz tri faze;
Prva (pozitivna) faza -
Udarna faza ili pozitivna faza, nastaje kao posledica eksplozije i širi se sferično od mesta eksplozije. Kod širenja udarnog talasa dolazi do sagorevanja gorljivih gasova zagreva se vazduh koji zagreva negorljive gasove. Vazduh se brzo zagreva i brzo hladi te ima sposobnost ekspanzije i sabijanja. U toku ekspandiranja talasa nastaju rupe vazduha i stvara potpritisak.
Druga (negativna) faza
Povratni udar ili negativna faza, nastaje sa snižavanjem snage udarnog talasa koja je sve manja dok ne dostigne konačnu vrednost. Izvan kupole eksplozije, pritisak je sve veći a unutar kupole sve manji. Nastaje potpritisak, koji izaziva povratni udarni talas -imploziju.
Treća faza
Ovu fazu karakteriše nastanak „vetra“.

### Vodeni blast
Vodeni blast, se širi na isti način kao i vazduhu. Povrede nastaju ako na čitavo telo potopljeno u vodi deluje vodeni udarni talas izazvan eksplozijom. Za razliku od vazdušnog kod vodenog talasa eksplozije se prenosi preko vode znatno brže, a sam talas znatno sporije gubi energiju. Smrtni radijus kod vodenog talasa je tri puta veći nego u vazduhu i zato su povrede u vodi znatno češće. Ljudsko telo ima istu gustinu kao morska voda, što dozvoljava da talas prolazi kroz meka tkiva bez izazivanja povreda, ali zato vodeni tala u telu čoveka može izazvati sledeće povrede u šupljim organima koji sadrže gasove;
- Barotrauma zida završnog creva, ili rektuma.
- Barotrauma organa grudnog koša (pneumotoraks).
- Barotrauma drugih šupljih i mekih organa trbuha, (npr creva, želuca, jetre, slezine, bubrega itd).

### Solid blast
Ukoliko je udarni talas eksplozije dovoljno jak da se njegova energija prenosi preko čvrste podloge može nastati solid blast. Kroz tvrdu podlogu udarni talas se širi brže nego kroz vodu i vazduh, zbog veće gustine čvrste materije. Ovaj talas se širi kroz zemlju, asfalt, beton, metalnu konstrukciju brodova, podmornica ili kroz druge objekte. Povrede kod ove vrste blasta su prelomi kostiju stopala i potkolenice, često praćene i oštećenjem krvih sudova i živaca.

## Najčešće blast povrede
| Organi              | Vrsta povrede-oštećenja |
| Uvo                 | - Probijanje bubne opne, - Poremećaj u radu slušnih koštica, - Kohlearna oštećenja, - Strano telo u uvu                                                                                            |
| Oko, orbita, lice   | - Probijanje očne jabučice, - Strana tela u oku, - Vazdušna embolija, - Prelomi |
| Barotrauma pluća    | - Hemothoraks (krv u grudima), - Pneumotoraks, - Nagnječenje pluća i krvarenje, - AV fistula (izvor vazdušne embolije), - Oštećenje epitela sluzokože disajnih puteva, - Zapaljenje pluća, - Sepsa |
| Digestivni trakt    | - Probijanje droba, - Krvarenje, - Rascep jetre ili slezine, - Sepsa, - Ishemija trbušne maramice izazvana vazdušnom embolijom                                                                     |
| Srce i krvni sudovi | - Nagnječenje srca, - Infarkt miokarda izazvan vazdušnom embolijom, - Šok, vazovagalna hipotenzija, - Povrede perifernih krvnih sudova, vazdušna embolija                                          |
| Nervni sistem       | - Potres mozga i kičmene moždine, - Zatvorene i otvorene povrede mozga, - Moždani udar, vazdušna embolija                                                                                          |
| Povrede bubrega     | - Nagnječenje bubrega, - Rascep bubrega, - Akutni zastoj bubrega zbog raspadanja belančevina - mioliza (povređenih mišića), - Hipovolemia                                                          |
| Povrede udova       | - Povredom izazvane amputacija udova, - Prelomi, posekotine,kontuzije, razderotine i nagnječenja, - Kompartment sindrom, - Opekotine, - Akutne arterijske okluzije, - Vazdušne embolije            |

### Povrede pluća
"Blast pluća" (barotrauma pluća), je direktna posledica udarnog talasa. Nažalost za mnoge nastradale ona je i uzrok smrti. Znaci povrede pluća najčešće se javljaju odmah nakon eksplozije ali mogu nastati i 48 časova kasnije. Povrede pluća mogu biti od malih petehijalnih krvarenja sve do obilnih krvarenja i kolapsa pluća (pneumotoraks). Glavni znaci ovih povreda su otežano disanje, kašalj , pojava krvi u ispljuvku, bol u grudima sve do gubitka svesti i šoka.

### Povrede uva
Povreda uva zauzimaju značajno mesto u morbiditetu povreda izazvanih vazdušnim udarom. Vrsta povreda uva umnogome zavise od orijentacije uva u odnosu na eksploziju.
Rascep bubne opne je najčešća povreda srednjeg uva i praćena je; nagluvošću, zujanjem, bolovima u uvu, vrtoglavicom, krvarenjem i spoljnjeg ušnog kanala.

### Povrede trbuha
Digestivni trakt, sa svojim šupljim organima ispunjenim gasom, je najranjiviji na primarni efekt eksplozije, koja može uzrokovati; neposrednu perforaciju ceva, krvarenje (od malih petehialnih do velikih hematomi), oštećenje trbušne maramice, povrede jetre, slezine bubrega ,rascep testisa itd. Blast povrede trbuha praćene su; mučninom, povraćanjem, pojavom krvi u stolici , bolom u završnom crevu i testisima, neobjašnjivom dehidracijom i padom krvnog pritiska itd. Klinički nalaz može biti odsutan sve do početka komplikacija.

### Povrede mozga
Primarni udarni talas eksplozije može izazvati blaža nagnječenja ili teže povrede mozga bez direktnih udaraca u glavu. Ove povrede (najčešće kod žrtava koje su bile jako blizu eksplozije) praćene su glavoboljom, umorom, slabom koncentracijom, letargijom, depresijom, anksioznošću, nesanicom itd. Slične neurološke tegobe daje i postraumatski stresni poremećaj koji je česta propratna pojava blast povreda.

### Povrede oka
Do 10% preživelih u svim eksplozijama imaju značajne povrede oka. Ove povrede uključuju i česte rascepe oka izazvane velikom brzinom projektila. Dominantni simptomi uključuju bol ili nadražaj oka, osećaj stranog tela, poremećaj vida, periorbitalne otoke ili nagnječenja očne jabučice sa pojavom subkonjunktivalnih krvarenja i stranim telima u oku i/ ili očnim kapcima.

## Lečenje blast povreda
Pošto se najčešće blast povrede javljaju istovremeno kod većeg broja ljudi, na mestu povređivanja medicinsko i drugo stručno osoblje pre početka zbrinjavanja mora da prikupi što više različitih informacija o:
- prirodi i veličini-intenzitetu eksplozije;
- vremenu nastanka eksplozije i povreda (tj da li su povrede nastale u momentu eksplozije ili naknadno),
- blizini žrtava u odnosu na centar eksplozije;
- pravac kretanja vetra ako ga ima;
- pojava naknadnih požara, dima, prašina|prašine]] i
- pojava hemijske ili radioaktivne kontaminacije;

| „ | Treba imati u vidu da žrtve blasta neposredno po događaju ne mogu da čuju, pa sve komande i komunikacije treba da budu vizuelne! | ” |

### Prva pomoć
Pristup zbrinjavanju povređenih u načelu obuhvata
- uklanjanje žrtava blasta na planirano mesto, ako je moguće van domašaja sekundarnog blasta koji može naknadno nastupiti,
- trijaža povređenih i kontaminiranih prema redosledu ukazivanja prve pomoći i evakuaciji (odluke trijažera su presudne za uslove kada broj povređenih i težina povreda prevazilaze na mestu raspoložive medicinske resurse),
- identifikacija umrlih i njihovo izdvajanje od povređenih,
- izdvajanje psihotraumatizovanih, (koji unose paniku, ometaju ukazivanje pomoći i nekontrolisanim aktivnostima mogu zadobiti sekundarne povrede),
- povređeni koji mogu da hodaju treba da se upute u grupi na trijažno mesto, dok se ne ukaže pomoć nepokretnima

Sprovođenje mera prve pomoći;
- reanimacija, (oživljavanje - kardiopulmonalna reanimacija itd)
- zaustavljanje krvarenja, imobilizacija i sprečavanje pojave šoka
- primena 100% kiseonika kod povređenih sa znacima poremećaja od strane organa za disanje
- nadoknada tečnosti, kod povređenih sa obilnim krvarenjem (uglavnom spoljašnjim), uz strogo vođenje računa da ne postoje obilnija unutrašnja krvarenja, kada je primena većih količina tečnosti ograničena zbog moguće tamponade unutrašnjih organa izlivom krvi i tečnosti.
- utopljavanje povređenih (da bi se sprečio gubitak toplote tela)
- postavljanje u “koma položaj”. Povređeni u besvesnom stanju postavljaju se u ovaj položaj kako se ne bi ugušili zbog zapadanja jezika i izliva sekreta u ždrelo.
- imobilizacija, pojedinih delova tela uz primenu posebne vrste imobilizacije kod povreda kičmenog stuba,
- primena posebnih mera prve pomoći kod kontaminiranih hemijskim ili radioaktivnim materijalom.

### Bolničko lečenje
Lakše povrijeđeni i pokretni bolesnici na bolničko lečenje dolaze samostalno sopstvenim transportom, a teže povređeni se nakon ukazane prve pomoći od strane lekara i drugog medicinskog osoblja na mestu povređivanja ili u ustanovama primarne zdravstvene zaštite, dovoze sanitetskim transportnim sredstvima u pratnji medicinskog osoblja.
Nakon prijema na lečenje kod povređenih se sprovodi kompletna dijagnostika koja između ostalog mora da obuhvati: pregled pluća, trbuha glave i udova kod svih povređenih izloženih jačoj eksploziji. Kod povreda pluća i trbuha dijagnostika se ponavlja više puta.
Nakon ukazanih hitnih mera reanimacije i primerne obrade, dalje lečenje, sprovodi se u skladu sa povredama i poremećajima konstatovanim u toku pregleda i dijagnostike na jedan od sledećih načina;
- Prodiruće rane, povrede bubne opne,[16] nagnječenja i opekotine (sekundarne blast povreda), leče se primenom standardnih metoda hirurškog lečenja.
- Strelne povrede (sekundarna blast povreda izazvana parčadima) leče se kao rane izazvane vatrenim oružjem.
- Hemodinamski nestabilni bolesnici sa obimnim povredama leče se uz obaveznu primenu sveže krvi, derivata krvi i hidrokoloidnih rastvora.
- Kod povreda pluća i trbuha, a prema potrebi vrši se drenaža krvi i vazduha iz grudne i trbušne šupljine uz primenu ostalih hirurških procedura prema indikacijama.
- Opekotine, hemijske povrede i oštećenja izazvana zračenjem leče se po protokolu za ovu vrstu povreda.

## Galerija
- Neke od posledica dejstva udarnog talasa eksplozije

## Napomene
1. ↑  Jedan paskal, jednak je sili od jednog njutna koja deluje na površini od jednog kvadratnog metra.

## Literatura
- Chaloner E. (2005). „Blast injury in enclosed spaces: All doctors should know the basic management of patients injured by explosive blast” (PDF). BMJ. 331 (7509): 119—20. PMC 558684 . PMID 16009670. doi:10.1136/bmj.331.7509.119.
- McSwain NE, Frame S, 2003. PHTLS Basic and Advanced Prehospital Trauma Life Support, 5th ed., Mosby, St. Louis
- Benzinger T (1950). Physiological effects of blast in air and water. In German Aviation Medicine, World War II (Vol. 2. стр. 1225-1229). Washington DC: Department of the Air Force.
- Cernak, Ibolja; Savic, Jovan; Ignjatovic, Dragan; Jevtic, Miodrag (1999). „Blast Injury from Explosive Munitions”. Journal of Trauma. 47 (1): 96—103. PMID 10421194. doi:10.1097/00005373-199907000-00021.
- Cernak, Ibolja; Savic, Jovan; Zunic, Gordana; Pejnovic, Nada; Jovanikic, Olivera; Stepic, Vladislav (1999). „Recognizing, Scoring, and Predicting Blast Injuries RID="" ID="" This International Association for the Surgery of Trauma and Surgical Intensive Care (IATSIC) article was presented at the 37th World Congress of Surgery International Surgical Week (ISW97), Acapulco, Mexico, August 24–30, 1997”. World J Surg. 23 (1): 44—53. PMID 9841762. doi:10.1007/s002689900563.
- Cernak, I.; Savic, V. J.; Kotur, J.; Prokic, V.; Veljovic, M.; Grbovic, D. (2000). „Characterization of plasma magnesium concentration and oxidative stress following graded traumatic brain injury in humans”. J Neurotrauma. 17 (1): 53—68. PMID 10674758. doi:10.1089/neu.2000.17.53..
- Cernak, I.; Savic, V. J.; Lazarov, A.; Joksimovic, M.; Markovic, S. (1999). „Neuroendocrine responses following graded traumatic brain injury in male adults”. Brain Inj. 13 (12): 1005—1015. PMID 10628505. doi:10.1080/026990599121016.
- Ibolja Cernak, Zhengguo Wang, Jianx (2001). „Cognitive deficits following blast injury-induced neurotrauma: Possible involvement of nitric oxide”. Brain Inj. 15 (7): 593—612. PMID 11429089. doi:10.1080/02699050119009.
- Cernak, Ibolja; Wang, Zhengguo; Jiang, Jianxin; Bian, Xiuwu; Savic, Jovan (2001). „Ultrastructural and Functional Characteristics of Blast Injury-Induced Neurotrauma”. Journal of Trauma. 50 (4): 695—706. PMID 11303167. doi:10.1097/00005373-200104000-00017.
- Chiffelle TL (1966). Pathology of direct air-blast injury. In Technical Progress Report DA-49-146-XY-055. Washington DC: Defense Atomic Support Agency, Department of Defense.
- Clemedson CJ (1956). Blast injury. Physiol. Rev., 36, 336-354.
- Dedushkin, V. S.; Kosachev, I. D.; Tkachenko, S. S.; Shapovalov,, V. M. (1992). „[Rendering medical care and the volume of the treatment of victims with blast injuries (a review of the literature)]”. Voen Med Zh (1): 13—18..
- Owen-Smith, MS (1981). Explosive blast injury. Med Bull US Army Eur, 38(7/8), 36-43.
- Phillips Y, Zajtchuk, JT (1989). Blast injuries of the ear in military operations. Ann Otol Rhinol Laryngol Suppl., 140, 3-4.
- Rice D, Heck J (2000). Terrorist bombings: Ballistics, patterns of blast injury and tactical emergency care. The Tactical Edge Journal, Summer, 53-55.
- Rossle, R (1950). Pathology of blast effects. In German Aviation Medicine, World War II (Vol. 2. стр. 1260-1273). Washington DC: Department of the Air Force.
- Säljö, Annette; Bao, Feng; Haglid, Kenneth G.; Hansson, Hans-Arne (2000). „Blast Exposure Causes Redistribution of Phosphorylated Neurofilament Subunits in Neurons of the Adult Rat Brain”. J Neurotrauma. 17 (8): 719—726. PMID 10972247. doi:10.1089/089771500415454.

## Spoljašnje veze
- „Blast injury information from the CDC”.
- Blast injury primer for clinicians

|  | Molimo Vas, obratite pažnju na važno upozorenje u vezi sa temama iz oblasti medicine (zdravlja). |